# Herbert Henck
Herbert Henck (né à Treysa, aujourd'hui Schwalmstadt, le 28 juillet 1948 et mort le 17 janvier 2025) est un pianiste allemand spécialisé dans la musique contemporaine du xxe siècle.

## Biographie
Herbert Henck est le fils d'un médecin, Wilhelm Heinrich Helmut Henck (1920-1994) et de Irmgard Maria Elisabeth Franziska, née Christel, (1925-1966) à Treysa.
Il commence sa formation de pianiste, au Conservatoire de musique de Mannheim et poursuit ses études à Stuttgart et Cologne, où il a Aloys Kontarsky et Guillaume Hecker comme professeurs. En 1975, il termine ses études avec son examen de concertiste et travaille depuis, en tant que pianiste indépendant.
Au concert, il se consacre presque exclusivement à la musique contemporaine du XXe siècle, sur laquelle il a en outre, publié de nombreux écrits. Il interprète, notamment, les œuvres du compositeur américain Charles Ives.
Il a publié entre 1980 et 1985, cinq volumes de l'annuaire, Territoire inconnu – approche de la musique de nos jours, dans lesquelles sont rassemblées les contributions de plus de cent auteurs du monde entier d'un large spectre de la nouvelle musique. En plus de sa carrière de concertiste international où il est connu pour être l'un des principaux interprètes de musique contemporaine, il donne régulièrement des conférences et des classes de maître à de nombreux endroits.
Herbert Henck a enregistré plus de 50 disques, notamment d'œuvres pour piano de George Part, Klarenz Barlow, Jean Barraqué, Pierre Boulez, John Cage, Georges Gurdjieff, Norbert von Hannenheim, Thomas de Hartmann, Josef Matthias Hauer, Charles Ives, Charles Koechlin, Federico Mompou, Alexandre Mosolov, Conlon Nancarrow, Hans Otte, Arnold Schönberg, Karlheinz Stockhausen, Johann Ludwig Trepulka et Walter Zimmermann.
En 1986, Henck a reçu le prix de la critique allemande.
Herbert Henck est marié et a une fille.

## Prix
- 1981, prix d'encouragement pour la Musique du Land de Rhénanie du nord-Westphalie
- 1989, prix Schneider-Schott pour la musique (Mayence), conjointement avec Walter Zimmermann (compositeur)

## Écrits (sélection)
- Karlheinz Stockhausens Klavierstück X. Historie, Theorie, Analyse, Praxis, Dokumentation. Ein Beitrag zum Verständnis serieller Kompositionstechnik (Herrenberg 1976, 2. Aufl. u. engl. Übers. Köln 1980)
- Experimentelle Pianistik. Improvisation, Interpretation, Komposition. Schriften zur Klaviermusik 1982 bis 1992 (Mainz: Schott-Verlag, 1994)
- Klaviercluster. Geschichte, Theorie und Praxis einer Klanggestalt, Reihe "Signale aus Köln", Bd. 9 (Münster u. a.: Lit-Verlag, 2004)
- Norbert von Hannenheim. Die Suche nach dem siebenbürgischen Komponisten und seinem Werk (Deinstedt: Kompost-Verlag, 2007)
- Hermann Heiß. Nachträge einer Biografie.  Kompost, Deinstedt 2009,  (ISBN 978-3-9802341-6-0),
- Ellen Epstein (1898–1942). Eine jüdische Künstlerin aus Schlesien, 2007–2013. Éléments biographiques sur la pianiste Ellen Epstein